# Superman 4
Pour l’article homonyme, voir Superman (homonymie).
Série Superman (1978-1987)
Superman 3
(1983)
Pour plus de détails, voir Fiche technique et Distribution.
Superman 4 ou Superman 4 : Le Face-à-face (Superman IV: The Quest For Peace) est un film de super-héros britanno-américain réalisé par Sidney J. Furie et sorti en 1987.
Le film débute avec Superman qui revient sur Terre et reprend sa place au sein du journal The Daily Planet, sous le pseudonyme de Clark Kent. Mais Lex Luthor, toujours décidé à anéantir l'Homme d'Acier, décide de créer son propre superhéros et, à cette fin, vole quelques cheveux de Superman présentés dans un musée. Il crée alors Nuclear Man (l'Homme Nucléaire), un homme fait d'une matière que Superman ne peut combattre. Nuclear Man permet ainsi à Lex Luthor de réaliser en toute liberté ses plans les plus criminels.
C'est le quatrième et dernier volet de la série avec Christopher Reeve dans le rôle-titre. Celle-ci est ici reprise par la  Cannon, qui connaît alors des difficultés financières. Le budget est amputé de moitié et 45 minutes seront enlevées pour qu'un cinquième film puisse voir le jour. Mais le projet sera finalement annulé après l'échec de ce 4e long métrage.

## Synopsis
À la ferme située à Smallville qu'il a héritée de ses parents décédés, Superman, en tant que Clark Kent, découvre la capsule qui l'a amené sur Terre et enlève un module d'énergie kryptonien vert luminescent. Un enregistrement laissé par sa mère Lara indique que son pouvoir ne peut être utilisé qu'une seule fois. Clark prévoyait de vendre la ferme familiale. Il retourne à Metropolis, où il découvre que le Daily Planet a été repris par David Warfield, un magnat des tabloïds qui licencie Perry White et engage sa propre fille Lacy comme nouvelle rédactrice en chef. À la suite de l'annonce que les États-Unis et l'Union soviétique sont en train de s'engager dans une course massive aux armements nucléaires, Superman le résout en collectant toutes les ogives nucléaires de divers pays, en les plaçant toutes dans un filet géant et en les jetant dans le Soleil.
Pendant ce temps, le jeune Lenny Luthor fait sortir son oncle Lex Luthor de prison. De retour à Metropolis, Lex et Lenny volent une mèche de cheveux de Superman dans un musée et créent une matrice génétique. Lex s'entretient avec des marchands d'armes du marché noir, mécontent des actions de Superman, voulant réarmer les pays avec des ogives nucléaires, et conclut un accord avec eux pour attacher les cheveux à un missile nucléaire. Une fois le missile testé, Superman l'intercepte et le lance dans le Soleil. Une boule d'énergie rougeoyante est déchargée, qui se transforme en un surhumain. Cet homme nucléaire retourne sur Terre pour retrouver son père, Lex, qui établit que bien que sa création soit puissante, il se désactivera sans exposition au soleil. Une bataille vicieuse s'ensuit entre la création de Lex et Superman au cours de laquelle la statue de la Liberté tombe dans les rues de New York. Superman est infecté par la maladie des radiations par une égratignure des griffes radioactives de l'homme nucléaire, qui pousse Superman au loin avec une telle force que la cape de Superman tombe.
Après que le Daily Planet , qui a été reformaté en tabloïd, a publié le titre « Superman est-il mort ? », Lois Lane s'empare avec colère de la cape récupérée de Superman. Lois s'aventure dans l'appartement de Clark où elle proclame son amour pour Superman. Abattu par le mal des radiations, Clark titube jusqu'à sa terrasse où il récupère le module d'énergie kryptonien et tente de se soigner. Ayant développé un béguin pour Lacy, l'homme nucléaire menace de déchainer le chaos si elle ne lui est pas amenée. La rencontre entre lui et Superman nouvellement restauré est emmenée sur la Lune, qui se termine par la défaite de l'homme d'acier. L'homme nucléaire se fraye ensuite un chemin dans le Daily Planet et enlève Lacy, la transportant dans l'espace. Superman parvient à se libérer de la surface de la Lune, puis la pousse hors de son orbite, jetant la Terre dans une éclipse , annulant les pouvoirs de son adversaire et laissant Lacy sans défense dans l'espace. Superman sauve Lacy et la ramène sur Terre, puis récupère l'homme nucléaire, qui est maintenant sans vie et le dépose au cœur d'une centrale nucléaire, le détruisant. Ce qui avait composé son être devient de l'énergie électrique pour l'ensemble du réseau. Perry White obtient un prêt pour acheter une participation majoritaire dans le journal, faisant de David Warfield un actionnaire minoritaire et protégeant le journal de toute nouvelle prise de contrôle. Superman reprend également les Luthors en fuite. Il place Lenny dans Boys Town, disant au prêtre que Lenny a été sous une mauvaise influence, puis renvoie Lex en prison. Superman fait un dernier discours sur la course aux armements nucléaires à l'extérieur du bâtiment de l'ONU que nous avons un long chemin à parcourir avant de parvenir à la paix. Superman s'envole vers une autre aventure.

## Fiche technique
Sauf indication contraire, les informations mentionnées dans cette section peuvent être confirmées par les bases de données cinématographiques IMDb et Allociné,  présentes dans la section « Liens externes ».
- Titre original : Superman IV: The Quest for peace
- Titre français : Superman IV ou Superman IV : Le face-à-face[1]
- Titre québécois : Superman IV - Le face-à-face[2]
- Réalisation : Sidney J. Furie
- Scénario : Lawrence Konner et Mark Rosenthal, d'après une histoire de Christopher Reeve, Lawrence Konner et Mark Rosenthal, d'après les personnages créés par Jerry Siegel et Joe Shuster
- Musique : John Williams et Alexander Courage
- Direction artistique : Leslie Tomkins
- Décors : John Graysmark
- Costumes : John Bloomfield
- Photographie : Ernest Day
- Son : Bill Rowe, Chris Greenham, Ray Merrin, Stan Fiferman, Jack T. Knight
- Montage : John Shirley
- Production : Yoram Globus et Menahem Golan
  - Production déléguée : Michael J. Kagan
  - Production associée : Graham Easton
- Sociétés de production[3] :
  - États-Unis : Cannon Films, Golan-Globus Productions et Warner Bros.
  - Royaume-Uni : London-Cannon Films
- Distribution : Warner Bros. (États-Unis, France) ; Columbia-Cannon-Warner (Royaume-Uni)
- Budget : 17 millions de $[4]
- Pays de production :  États-Unis,  Royaume-Uni
- Langues originales : anglais, russe, français, italien
- Format[5] : couleur - 35 mm - 2,39:1 (Cinémascope) - son Dolby stéréo
- Genre : science-fiction, aventures, action, super-héros
- Durée : 90 minutes
- Dates de sortie[1] :
  - États-Unis, Royaume-Uni, Québec : 24 juillet 1987[2]
  - France : 28 octobre 1987
- Classification[6] :
  - États-Unis : des scènes peuvent heurter les enfants - accord parental souhaitable (PG - Parental Guidance Suggested)
  - Royaume-Uni : pour un public de 8 ans et plus - accord parental souhaitable (PG - Parental Guidance)[7]
  - France : tous publics[8]
  - Québec : tous publics (G - General Rating)[2]

## Distribution
- Christopher Reeve (VF : Hervé Bellon) : Superman / Clark Kent / Kal-El
- Gene Hackman (VF : Claude Joseph) : Lex Luthor / Nuclear Man (voix)
- Jackie Cooper (VF : Pierre Baton) : Perry White
- Marc McClure (VF : Vincent Violette) : Jimmy Olsen
- Jon Cryer (VF : Jean-François Vlérick) : Lenny Luthor
- Sam Wanamaker (VF : Gabriel Cattand) : David Warfield
- Mark Pillow : Nuclear Man
- Mariel Hemingway (VF : Dorothée Jemma) : Lacy Warfield
- Margot Kidder (VF : Frédérique Tirmont) : Lois Lane
- William Hootkins (VF : Mario Santini) : Harry Howler
- Jim Broadbent (VF : Edgar Givry) : Jean-Pierre Dubois
- Stanley Lebor (VF : Marc Cassot) : le général Romoff
- Susannah York (VF : Maria Tamar) : Lara (voix)
- Esmond Knight : le second Ancien
- John Hollis : le troisième général russe
- Don Fellows : Levon Hornsby

Source et légende : Version française (VF) sur AlloDoublage

## Production

### Genèse du projet
À la suite de l'échec de Superman 3 (1983), les producteurs Alexander et Ilya Salkind décident de ne pas produire un quatrième film de la série. Ils revendent alors les droits d'adaptation à la société Cannon Group, dirigée par Menahem Golan et Yoram Globus.
Les scénaristes (parmi lesquels Christopher Reeve) écrivent une histoire autour du sujet fort du moment : la course à l'armement entre les États-Unis et l'URSS qui, à cette époque, faisait la polémique dans le monde.
Richard Donner, réalisateur du premier film, et Richard Lester, celui des deuxième et troisième volets, se voient proposer de diriger ce quatrième opus mais tous deux déclinent l'offre.
Bien que Wes Craven fut initialement prévu, c'est finalement Sidney J. Furie qui est engagé pour tourner le film.
Réputée pour ses films à faibles moyens, Cannon Group décide de ramener le budget initial du film de 37 millions de dollars à seulement 17 millions, ce qui aura une mauvaise conséquence sur le succès du film.

### Attribution des rôles
Pratiquement chaque acteur de la saga reprend son rôle. Margot Kidder bénéficie à nouveau d'une place importante en tant que Lois Lane, à l'inverse du précédent opus où elle n'avait que deux scènes. Après avoir été absent le temps du troisième volet, Gene Hackman est de retour dans le rôle du machiavélique Lex Luthor, redevenant même le méchant principal (contrairement au statut qu'il avait dans Superman 2). À cette distribution se joignent Sam Wanamaker et Mariel Hemingway dans les rôles des Warfield père et fille, magnats de la presse.
À l'origine, les producteurs souhaitaient que Christopher Reeve tienne également le rôle de Nuclear Man, considéré dans le scénario comme le jumeau maléfique de Superman, mais ils renoncèrent à cette idée par crainte de devoir doubler le cachet de l'acteur.
On peut par ailleurs noter la présence de Jon Cryer, qui interprète ici Lenny Luthor (le neveux de Lex). Il interprètera bien plus tard Lex Luthor dans la série Supergirl et rejoindra le reste de l'univers Arrowverse pour le crossover Crisis on Infinite Earths. L'acteur a déclaré avoir accepté le rôle pour rattraper la déception liée à Superman 4 : « Superman 4 était très attendu mais a malheureusement été très décevant pour les gens. [...] Alors j'ai pensé que c'était l'occasion pour moi de me rattraper et de bien faire les choses ! ».
Annette O'Toole, qui incarnait Lana Lang dans Superman 3, ne réapparait pas dans ce quatrième volet (alors qu'elle était devenue l'assistante de Perry White à la fin du troisième). En 2006, l'actrice a affirmé dans une interview avoir même ignoré jusque-là l'existence de Superman 4.

### Tournage
La production de Superman IV a commencé en 1986. Dans son autobiographie, Still Me, Christopher Reeve décrit le tournage du film :
Nous avons également été gênés par les contraintes budgétaires et les coupes budgétaires dans tous les départements. Cannon Films avait près de trente projets en cours à l'époque, et Superman IV n'a reçu aucune attention particulière. Par exemple, Konner et Rosenthal ont écrit une scène dans laquelle Superman atterrit sur la 42e rue et marche le long des doubles lignes jaunes jusqu'aux Nations Unies, où il prononce un discours. Si cette scène avait été tournée dans Superman I , nous l'aurions tournée sur la 42e rue. Richard Donner aurait chorégraphié des centaines de piétons et de véhicules et aurait fait passer des gens bouche bée par les fenêtres des bureaux en voyant Superman marcher dans la rue comme le joueur de flûte. Au lieu de cela, nous avons dû tourner dans une zone industrielle en Angleterre sous la pluie avec une centaine de figurants, pas une seule voiture en vue et une douzaine de pigeons ajoutés pour l'ambiance. Même si l'histoire avait été brillante, je ne pense pas que nous aurions pu être à la hauteur des attentes du public avec cette approche.
Le commentaire du DVD de Rosenthal cite cette scène comme un exemple des coupes budgétaires opérées par Cannon. Selon Rosenthal, Reeve et Furie ont supplié Cannon de pouvoir filmer cette séquence à New York, devant le véritable siège des Nations Unies, car tout le monde savait à quoi ils ressemblaient et le décor de Milton Keynes ne leur ressemblait en rien, mais Cannon a refusé. Selon Rosenthal, ils « économisaient des sous à chaque étape ».
Peu avant le début du tournage aux studios Elstree, le 27 septembre 1986, Cannon réduit le budget de 36 à 17 millions de dollars. Le problème venait en partie du fait que Cannon finançait ses films en vendant à l'avance les droits de diffusion pour la télévision et la vidéo, ce qui ne fonctionnait pas avec des films dont le budget dépassait les 5 millions de dollars. Le studio était également resté six ans sans succès majeur. Le studio fut sauvé de justesse de la faillite grâce à un accord avec Warner Bros. Pictures pour fournir 75 millions de dollars afin de rembourser ses prêts en échange des droits de distribution de ses prochains films, dont Superman IV, ce qui lui donna suffisamment confiance pour obtenir une ligne de crédit de 65 millions de dollars de la First Bank de Boston. Pendant le tournage, les équipes de tournage et d'effets spéciaux des trois premiers films furent remplacées par des équipes israéliennes moins chères. Le tournage principal prit fin au début du mois janvier 1987.
Pour que la production se déroule uniquement en Angleterre, la maison d'enfance de Superman à Smallville a été reconstruite sur des terres agricoles à l'extérieur de Baldock, dans le nord du Hertfordshire, malgré le fait que la ferme originale de Superman : le film était toujours debout à Blackie, en Alberta,.
Selon Jon Cryer, qui jouait Lenny, le neveu de Luthor, Reeve l'avait pris à part juste avant la sortie et lui avait dit que ça allait être « terrible ». Bien que Cryer ait apprécié de travailler avec Reeve et Hackman, Cryer a affirmé que Cannon avait manqué d'argent pendant la production et avait finalement sorti un film inachevé.
Reeve dirige lui-même la seconde équipe de tournage.[réf. nécessaire]

## Post-production

### Montage
En raison du budget très restreint, le film souffre par conséquent d'une qualité d'effets spéciaux nettement réduite par rapport aux précédents films de la saga.
Environ 44 minutes du film sont coupées au montage final. Ces scènes manquantes révèlent notamment :
- La visite de Superman dans l'école du petit Jeremy (qui lui a envoyé la lettre). Il affirme au jeune garçon qu'il ne peut pas donner suite à sa demande car il s'est engagé à ne pas se mêler du destin de la Terre. Un propos par ailleurs en contradiction avec le premier film, où Superman avait changé le cours de l'histoire pour effacer les dégâts des tremblements de terre en Californie et surtout la mort prématurée de Lois Lane.
- La création d'un premier Nuclear Man. Il est de teint blanchâtre, aux cheveux noirs et se comporte de manière naïve, ce qui le fait ressembler à Bizarro. Il rencontre Lacy Warfield en boîte de nuit, tombe amoureux d'elle mais, se confrontant à Superman, est détruit. Lex Luthor réutilise ses restes pour créer un second Nuclear Man, celui qui est dans le montage final du film (et qui lui aussi tombe amoureux de Lacy, la voyant dans un journal).
- Un passage figurant jadis sur l'édition VHS mais supprimé sur l'édition DVD : Nuclear Man arrive dans une zone campagnarde et cause une tornade qui emporte une fillette. Superman intervient, repousse le cyclone et sauve la vie de la petite fille avant de la rendre à sa famille.
- Clark et Lacy se disant au revoir dans un taxi en s'embrassant.

L'édition spéciale du film sortie en DVD révèle quelques-unes de ces scènes coupées.

### Musique
Alexander Courage est engagé pour la composition musicale du film. Les thèmes du premier film de John Williams sont par ailleurs réutilisés.

## Sortie et accueil

### Accueil par la critique
À sa sortie, le film reçoit de très mauvaises critiques et, pour la première fois, un film de la saga échoue commercialement.
Sur l'agrégateur de critiques Rotten Tomatoes, le film détient un score « Rotten » de 10 % basé sur 52 critiques, avec une note moyenne de 3/10. Le consensus critique du site se lit comme suit : « La série Superman atteint son point le plus bas ici : l'action est ennuyeuse, les effets spéciaux semblent bon marché et aucun des acteurs ne semble intéressé par la direction de l'intrigue. »  Sur Metacritic, le film a une note moyenne pondérée de 24 sur 100, basée sur 18 critiques, indiquant des « critiques généralement défavorables ».  Les audiences interrogées par CinemaScore ont donné au film une note moyenne de « C » sur une échelle de A+ à F.
Le film reçoit une mauvaise critique de Janet Maslin du New York Times, bien qu'elle ait écrit que le portrait de Lois Lane par Kidder était « sexy, sérieux ».  Il n'a pas plus de succès auprès de Variety. Le Washington Post le décrit comme « plus lent qu'une barge funéraire, moins cher qu'une vente chez Kmart, c'est un nerd, c'est une honte, c'est Superman IV ». Plusieurs critiques n'ont pas aimé les effets spéciaux[réf. nécessaire].

### Box-office
Le film sort le 24 juillet 1987 au Royaume-Uni, aux États-Unis et au Canada. Aux États-Unis et au Canada, il ouvre dans 1 511 cinémas et rapporte 5,6 millions de dollars lors de son week-end d'ouverture, se classant quatrième au box-office. Au Royaume-Uni, il a ouvert sur 234 écrans et a rapporté 508 468 £ (0,8 million de dollars) pour le week-end, devenant le film numéro un au Royaume-Uni pour le week-end.  Il n'a pas réussi à conserver la première place pour la semaine, rapportant 987 495 £ contre 1 108 256 £ pour Tuer n'est pas jouer .  C'était le huitième film le plus rentable au Royaume-Uni pour l'année avec un montant brut de 3 457 959 £ (5,5 millions de dollars).  Aux États-Unis et au Canada, il a rapporté 15,6 millions de dollars et autant sur d'autres marchés pour un box-office mondial brut de 36,7 millions de dollars.
Des quatre films Superman avec Reeve dans le rôle principal, The Quest for Peace obtient les plus mauvais chiffres au box-office et la série est restée en sommeil pendant les 19 années suivantes. Reeve a regretté sa décision de participer au film, déclarant : « Superman IV a été une catastrophe du début à la fin. Cet échec a été un coup dur pour ma carrière. »  Des plans ont été faits pour faire un Superman V , mais ils n'ont jamais abouti.  La paralysie de Reeve en 1995 a rendu impossible tout développement ultérieur de suites l'impliquant dans le rôle principal. Time Warner a laissé la franchise de longs métrages Superman en suspens jusqu'à la fin des années 1990, lorsqu'une variété de propositions ont été envisagées , dont plusieurs qui redémarreraient la franchise avec des versions différentes des personnages et des décors. Finalement, en 2006, un redémarrage en douceur de la série, Superman Returns , a été publié et a ignoré les événements de Superman III et The Quest for Peace , bien que l' événement crossover Arrowverse Crisis on Infinite Earths semblait indiquer que Superman III et Returns étaient dans le même canon[réf. nécessaire].

## Distinctions
Entre 1988 et 2012, le film Superman IV a été sélectionné 8 fois dans diverses catégories et a remporté 2 récompenses.

### Récompenses
- Prix Satellites 2006 : Prix Satellite du Meilleur ensemble de DVD (Superman Ultimate Collector's Edition).
- Société des critiques de cinéma de Las Vegas 2006 : Prix Sierra du Meilleur DVD (The Superman Ultimate Collectors Edition).

### Nominations
- Prix Razzie 1988 :
  - Pire second rôle féminin pour Mariel Hemingway,
  - Pire effets visuels pour Harrison Ellenshaw et John Evans.
- Fantasporto 1989 : Meilleur film pour Sidney J. Furie.
- Prix Schmoes d'or (Golden Schmoes Awards) 2006 : Meilleur DVD / Blu-Ray de l'année (Ultimate Collection).
- Académie des films de science-fiction, fantastique et d'horreur - Prix Saturn 2007 :
  - Meilleure collection DVD (Superman: Ultimate Collector's Edition).
- Académie des films de science-fiction, fantastique et d'horreur - Prix Saturn 2012 :
  - Meilleure collection DVD (Superman: The Motion Picture Anthology (1978-2006)).